# Чамту-Кеш
Чамту-Кеш (перс. چمتوكش) — село в Ірані, у дегестані Ешкевар-е-Софлі, у бахші Рахімабад, шагрестані Рудсар остану Ґілян. За даними перепису 2006 року, його населення становило 15 осіб, що проживали у складі 4 сімей.